# Acropora massawensis
Acropora massawensis е вид корал от семейство Acroporidae. Възникнал е преди около 0,0117 млн. години по времето на периода кватернер.

## Разпространение и местообитание
Този вид е разпространен в Джибути, Египет, Еритрея, Йемен, Израел, Йордания, Саудитска Арабия и Судан.
Обитава океани, морета, заливи и рифове в райони с тропически климат. Среща се на дълбочина около 2 m, при температура на водата около 26,6 °C и соленост 35,1 ‰.

## Описание
Популацията на вида е намаляваща.